# Frondipora verrucosa
Frondipora verrucosa är en mossdjursart som först beskrevs av Jean Vincent Félix Lamouroux 1821.  Frondipora verrucosa ingår i släktet Frondipora och familjen Frondiporidae. Inga underarter finns listade i Catalogue of Life.